# Duranville
Duranville is een gemeente in het Franse departement Eure (regio Normandië) en telt 173 inwoners (1999). De plaats maakt deel uit van het arrondissement Bernay.

## Geografie
De oppervlakte van Duranville bedraagt 4,8 km², de bevolkingsdichtheid is 36,0 inwoners per km².
De onderstaande kaart toont de ligging van Duranville met de belangrijkste infrastructuur en aangrenzende gemeenten.

## Demografie
Onderstaande figuur toont het verloop van het inwonertal (bron: INSEE-tellingen).

1. ↑  Populations de référence 2022.